# 437 (szám)
A 437 (római számmal: CDXXXVII) egy természetes szám, félprím, a 19 és a 23 szorzata.

## A szám a matematikában
A tízes számrendszerbeli 437-es a kettes számrendszerben 110110101, a nyolcas számrendszerben 665, a tizenhatos számrendszerben 1B5 alakban írható fel.
A 437 páratlan szám, összetett szám, azon belül félprím, kanonikus alakban a 191 · 231 szorzattal, normálalakban a 4,37 · 102 szorzattal írható fel. Négy osztója van a természetes számok halmazán, ezek növekvő sorrendben: 1, 19, 23 és 437.
A 437 négyzete 190 969, köbe 83 453 453, négyzetgyöke 20,90454, köbgyöke 7,58858, reciproka 0,0022883. A 437 egység sugarú kör kerülete 2745,75198 egység, területe 599 946,80746 területegység; a 437 egység sugarú gömb térfogata 349 569 006,5 térfogategység.